# Simon Banza
Simon Bokoté Banza (ur. 13 sierpnia 1996 w Creil) – kongijsko-francuski piłkarz, występujący na pozycji napastnika w tureckim klubie Trabzonspor do którego jest wypożyczony z SC Bragi oraz w reprezentacji Demokratycznej Republiki Konga. 
Wychowanek AFC Creil, w trakcie swojej kariery grał także w takich zespołach, jak AS Béziers oraz Union Titus Pétange.